# Pavel Fischer
Pavel Fischer (ur. 26 sierpnia 1965 w Pradze) – czeski urzędnik państwowy i dyplomata, ambasador Republiki Czeskiej we Francji (2003–2010), kandydat w wyborach prezydenckich w 2018 i 2023, senator.

## Życiorys
W latach 1983–1984 był pracownikiem fizycznym w przedsiębiorstwie Geofyzika Brno. Następnie do 1990 studiował na Wydziale Filozoficznym Uniwersytetu Karola w Pradze. W 1999 ukończył paryską École nationale d’administration. W 1990 podjął pracę jako nauczyciel języka francuskiego w jednej ze stołecznych szkół. Od 1991 do 1993 był osobistym sekretarzem biskupa Františka Lobkowicza, następnie do 1995 wicedyrektorem instytutu zajmującego się komunikacją. W latach 1995–2003 pracował w kancelarii prezydenta Václava Havla, od 1999 jako dyrektor departamentu politycznego. Później do 2010 pełnił funkcję ambasadora Republiki Czeskiej we Francji. Po powrocie do kraju został szefem sekcji w strukturze Ministerstwa Spraw Wewnętrznych. Po odejściu z resortu zajął się działalnością doradczą w branży bezpieczeństwa. W 2015 objął stanowisko dyrektora instytutu badawczego STEM.
W 2017 zarejestrował swoją kandydaturę w wyborach prezydenckich przewidzianych na styczeń 2018. Umożliwiło mu to zebranie podpisów 17 członków Senatu należących do różnych ugrupowań. W pierwszej turze głosowania z 12 i 13 stycznia 2018 otrzymał 10,2% głosów, zajmując 3. miejsce wśród 9 kandydatów. W tym samym roku wystartował również w wyborach do Senatu w jednym z praskich okręgów. Uzyskał mandat członka wyższej izby czeskiego parlamentu, wygrywając w drugiej turze głosowania.
Zarejestrował swoją kandydaturę również w wyborach prezydenckich przewidzianych na styczeń 2023 (uzyskał podpisy członków niższej izby parlamentu). W październiku 2022 współrządząca centroprawicowa koalicja SPOLU wskazała go jako jednego z trzech popieranych pretendentów. W pierwszej turze głosowania z 13 i 14 stycznia 2023 zajął 4. miejsce wśród 8 kandydatów z wynikiem 6,8% głosów.
W wyborach w 2024 uzyskał senacką reelekcję w pierwszej turze.

## Odznaczenia
- Komandor Legii Honorowej (Francja, 2010)[1]
- Krzyż Oficerski Orderu „Za Zasługi dla Litwy” (Litwa, 2023)[10]